# Hino Motors
Hino Motors (Japans: 日野自動車株式会社, Hino Jidōsha Kabushiki kaisha), ook bekend als Hino, is een belangrijke Japanse fabrikant van vrachtauto's, bussen en andere voertuigen. Het hoofdkantoor bevindt zich in Hino, prefectuur Tokio. Hino is een dochteronderneming van Toyota die iets meer dan 50% van de aandelen in handen heeft.

## Activiteiten
Hino produceert vrachtwagen en autobussen die onder eigen naam worden verkocht. Verder maakt het lichte vrachtwagens, bestelwagens en SUV's die onder de Toyota naam worden verkocht. In 2015 verkocht het bedrijf 168.800 voertuigen, min of meer gelijk verdeeld over Japan, de rest van Azië en de rest van de wereld. In Japan heeft Hino een marktaandeel van 30% in het segment middelzware en zware vrachtwagens. In hetzelfde jaar produceerde het bijna 170.000 voertuigen die onder de Toyota merknaam zijn verkocht.
In 1962 werd de eerste buitenlandse verkoopvestiging geopend in Thailand en in 1964 volgde de eerste fabriek ook in dat land. Meer vestigingen volgden in, onder andere, Canada, Verenigde Staten, Indonesië, Colombia en de Volksrepubliek China. In 2007 werden voor het eerst meer voertuigen buiten Japan verkocht.
Het heeft een gebroken boekjaar, het jaar 2025 liep van 1 april 2024 tot en met 31 maart 2025. Het bedrijf leed in 2025 een groot verlies vanwege een eenmalige grote financiële last van 250 miljard yen in verband met een dieselmotorschandaal.
| Jaar | Hino verkopen     | Toyota verkopen   | Totaal verkopen   | Omzet         | Netto- resultaat |
| Jaar | (× 1000 eenheden) | (× 1000 eenheden) | (× 1000 eenheden) | (× ¥ miljard) | (× ¥ miljard)    |
| ---- | ----------------- | ----------------- | ----------------- | ------------- | ---------------- |
| 2010 | 87                | 125               | 212               | 1024          | −3,0             |
| 2011 | 113               | 158               | 271               | 1243          | −10,0            |
| 2012 | 135               | 153               | 288               | 1315          | 16,3             |
| 2013 | 156               | 186               | 342               | 1541          | 47,7             |
| 2014 | 166               | 187               | 353               | 1700          | 89,1             |
| 2015 | 169               | 168               | 337               | 1685          | 74,5             |
| 2016 | 163               | 155               | 318               | 1746          | 65,1             |
| 2017 | 172               | 144               | 316               | 1684          | 49,4             |
| 2018 | 188               | 150               | 338               | 1838          | 51,4             |
| 2019 | 203               | 153               | 356               | 1981          | 54,9             |
| 2020 | 180               | 139               | 319               | 1816          | 31,5             |
| 2021 | 143               | 109               | 252               | 1498          | −7,5             |
| 2022 | 156               | 142               | 298               | 1460          | −84,7            |
| 2023 | 145               | 128               | 273               | 1507          | −117,7           |
| 2024 | 130               | 104               | 234               | 1516          | 17,1             |
| 2025 | 125               | 153               | 278               | 1697          | −217,8           |

Sinds 1949 staan de aandelen van het bedrijf genoteerd op de Tokyo Stock Exchange en de aandelen maken deel uit van de Nikkei 225 aandelenindex. Toyota is de grootaandeelhouder met een belang van iets meer dan 50%.

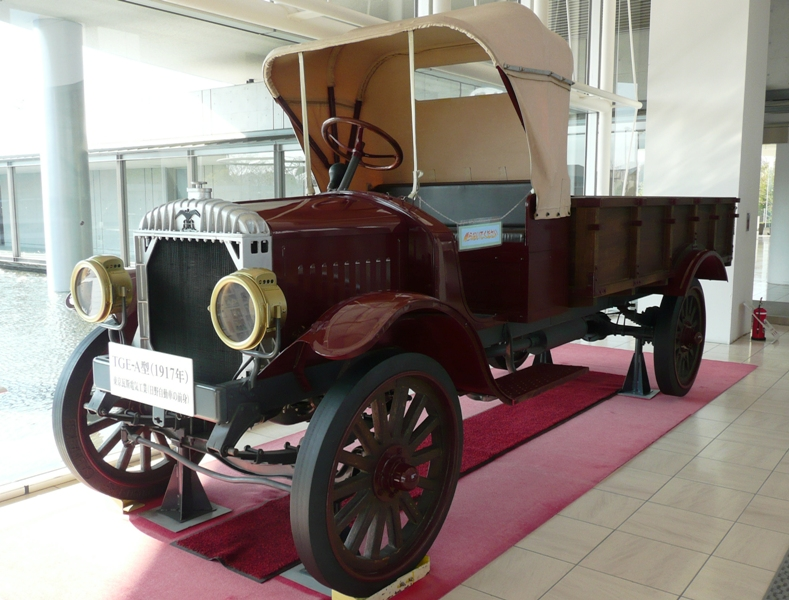
De eerste vrachtwagen
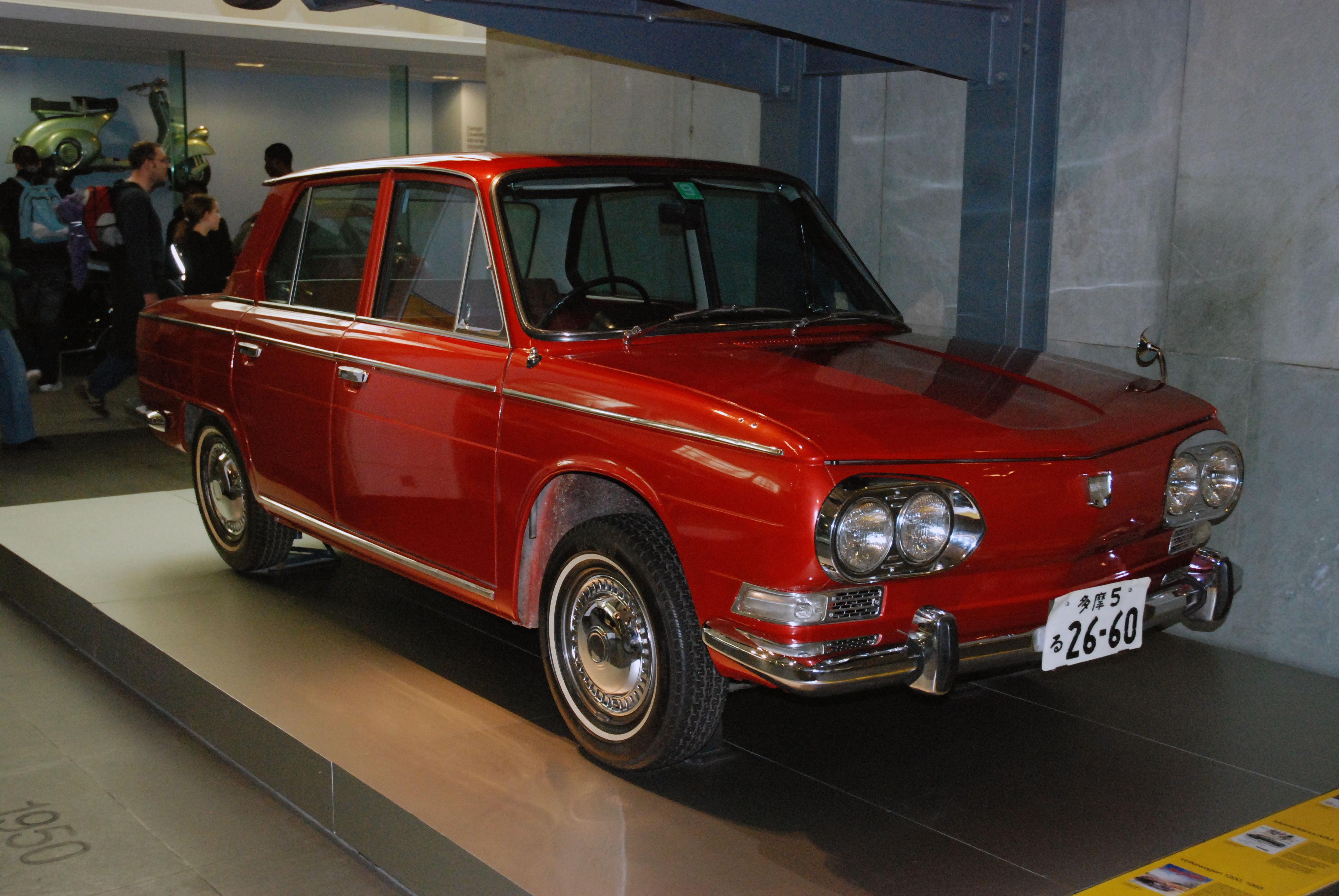
Hino Contessa
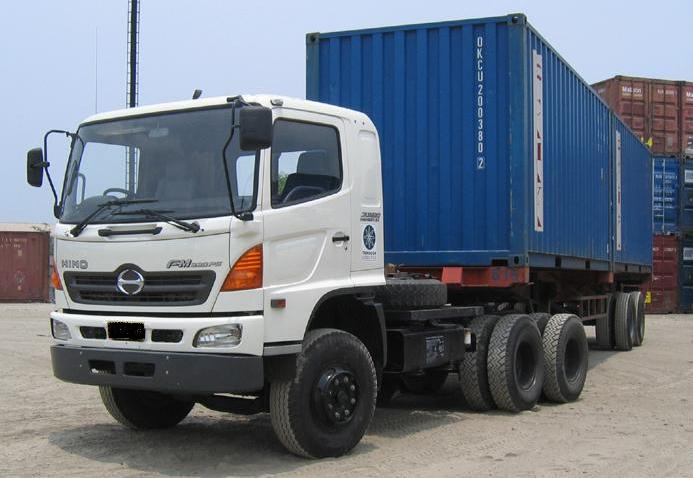
Hino Ranger FM320
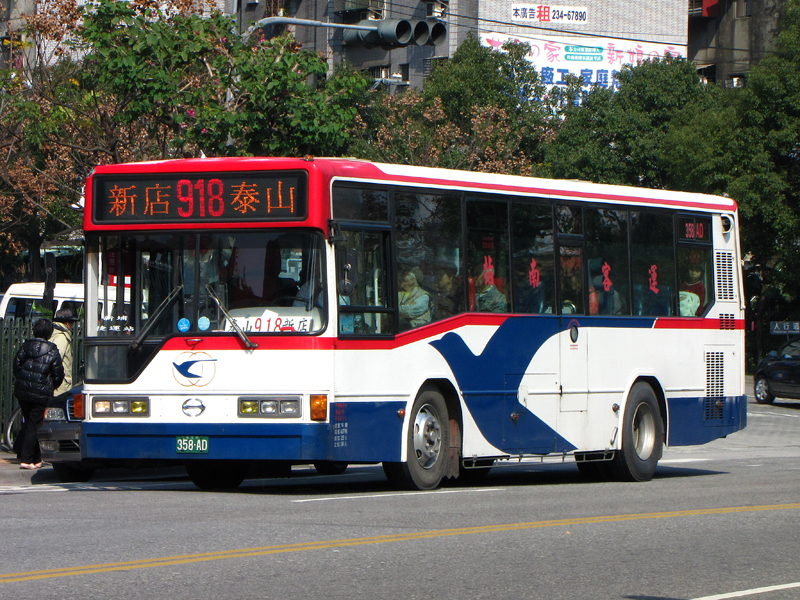
Hino autobus

## Geschiedenis
Het bedrijf gaat terug tot de oprichting van de Tokyo Gas en Electriciteitsmaatschappij (東京瓦斯電気工業,Tōkyō Gasu Denki Kōgyō) in 1910. Het bedrijf produceerde zijn eerste motorvoertuig in 1913, het model TGE "A-Type" truck.
In 1937 fuseerden de automobieldivisie van de Tokyo Gas en Electriciteitsmaatschappij met de bedrijven Jidōsha Kōgyō (自動車工業株式会社,Jidōsha Kōgyō Kabushiki kaisha) en Kyodo Kokusan (共同国産自動車株式会社, Kyodo Kokusan Jidōsha Kabushiki kaisha) tot het nieuwe bedrijf Tokyo Automobielmaatschappij (東京自動車工業株式会社, Tōkyō Jidōsha Kōgyō Kabushiki kaisha). In 1941 veranderde de Tokyo Automobielmaatschappij haar naam in Diesel Automobielmaatschappij (ヂーゼル自動車工業株式会社, Jīzeru Jidōsha Kōgyō Kabushiki kaisha). Hier zou later Isuzu uit voortkomen.
In 1942 scheidde de fabriek in Hino zich af van de Diesel Automobielmaatschappij en vormde zich om tot Hino Zware Industrie (日野重工業株式会社, Hino jūkōgyō kabushikigaisha). Dit was het eerste gebruik van de naam Hino. Tijdens de Tweede Wereldoorlog bouwde Hino militaire voertuigen. Na het einde van de Tweede Wereldoorlog begon Hino met de productie voor de privésector. Hiermee verdween "Zware" uit de bedrijfsnaam en richtte het bedrijf zich volledig op trucks, bussen en de dieselmotormarkt als Hino Industrie (日野産業株式会社 Hino Sangyō kabushikigaisha). Om meer klantgericht over te komen werd in 1948 het woord "Diesel" aan de naam toegevoegd zodat het Hino Diesel Industrie (日野ヂーゼル工業株式会社と改称,Hino Jīzeru Kōgyō Kabushiki kaisha) werd.
In 1953 begon Hino met het maken van personenauto’s onder licentie van Renault, en in 1961 werd hun eerste eigen ontwerp gebouwd de Contessa 900 sedan met een 893cc-motor gemonteerd achter in de auto’s. De Italiaanse stylist Giovanni Michelotti ontwierp de Contessa-reeks in 1964 met een achterin gemonteerde 1300cc-motor. Hierdoor kwam een 60pk (44 kW) motor in de sedan en een 70pk (51kW) in de coupé-versie. Hino stopte met het produceren van personenauto’s in 1967 toen het onderdeel werd van de Toyota-groep.

### Hino in Nederland
Op 11 november 1965 werd Automobiel Industrie HINO Nederland opgericht voor de assemblage van Hino vrachtwagens en Contessa personenauto’s. In het Sloehavengebied te Vlissingen werd bij scheepswerf Koninklijke Maatschappij De Schelde een fabriek gebouwd. In 1966 werden de eerste drie Hino-vrachtwagens op de Bedrijfswagen RAI getoond. De Hino Contessa werd ook in Nederland geïntroduceerd maar de verkopen bleven steken op 144 stuks in 1966. De assemblage in Vlissingen kwam niet van de grond door het faillissement van Hino Nederland in 1967. De nog onverkochte personen- en vrachtauto's werden overgenomen door Toyota-importeur Louwman & Parqui, die ze verkocht via hun zusterbedrijf GIVA uit Leidschendam.

### Hino in België
Op 26 april 1974 werd opgericht in Antwerpen. Op 28 april 1978 vertrok de firma naar Mechelen en is verantwoordelijk voor de distributie van onderdelen.

## Hino-groep
De Hino-groep (日野グループ) bestaat uit 20 dochterondernemingen en 8 filialen,

### Dochterondernemingen
- Fukushima Steel Work
- Riken Forge
- Sohshin
- Takebe Tekkosho
- Trantechs
- Meiyu Kiko
- Hino Engineering Annex
- Hino Logistics and Packing
- Hino Technical Service
- Hino Trading

- Hino U-Truck & Engineering
- Hino Computer System
- Hino Harmony
- Hino Hutech
- Saichu
- Yoshizawa Ironworks
- CJK
- Serio
- Hino Body Engineering Service
- Nissha Butsuryu

### Filialen
- Koshin Seikosho
- Horikiri
- Saitama Kiki
- Sankyo Radiator
- Sawafuji Electric
- Okamoto Logistics
- Chiyoda Unyu Co
- J-Bus